# Nicolae Bonciocat
Nicolae P. Bonciocat (ur. 13 kwietnia 1898 w Klużu-Napoce, zm. 22 marca 1967) – rumuński piłkarz, dwukrotny reprezentant kraju. Uczestnik Igrzysk Olimpijskich w 1924.